# Jaroslav Štorkán
Jaroslav Štorkán (20. dubna 1890, Příbram - 1. června 1942, Praha) byl český zoolog a akarolog.

## Život
Mnoho zpráv se dnes o něm nezachovalo. Syn zámečníka Václava Štorkána. Absolvoval gymnázium v rodném městě a zoologii na Univerzitě Karlově. Již před dokončením univerzitních studií se stal demonstrátorem a od roku 1922 asistentem profesora Aloise Mrázka (19. června 1868 - 26. listopadu 1923) na zoologickém ústavu přírodovědné fakulty UK, pod jehož vedením se v roce 1923 stal doktorem přírodních věd (téma disertační práce: „Příspěvky ku známostem o českých Oribatidech“). Po Mrázkově smrti zde spolupraval s profesorem Komárkem. Roku 1928 se habilitoval z všeobecné zoologie a stal se docentem, dále však zůstával jako asistent a až v roce 1935 se stal profesorem. Podnikal četné cesty do zahraničí, včetně zámoří (např. Mexika) kde studoval živočichy a sbíral materiál.
V době okupace se zapojil do domácího odboje. Dne 1. června 1942 v době druhého stanného práva pro něj ráno přišlo do bytu gestapo a odpoledne téhož dne byl popraven na kobyliské střelnici.

## Dílo
Věnoval se studiu bezobratlých živočichů a byl zejména znalcem roztočů. Redigoval první ročníky „Věstníku československé společnosti zoologické“ (prvních osm) a zasloužil se o vydání Sborníku k jubileu 90. narozenin profesora Vejdovského Královskou společností nauk v Praze. Redigoval Masarykův slovník a později Ottův slovník naučný, kam psal většinu zoologických hesel. Mnoho z jeho archivu bylo Němci zašantročeno.

## Publikace
- Komárek, Julius: Zoologie bezobratlých, díl 1, Přírodovědecké vydavatelství 1952 (začala být sepisována již za války, také se Štorkánovou účastí)
- (Úplný seznam prací viz Komárkův článek citovaný v referencích)